# San Pedro de Chaulán (distrito)
O Distrito peruano de San Pedro de Chaulán é um dos onze distritos que formam a Província de Huánuco, situada no Departamento de Huánuco, pertencente a Região Huánuco, na zona central do Peru.

## Transporte
O distrito de San Pedro de Chaulán é servido pela seguinte rodovia:
- HU-111, que liga a cidade de Jesús ao distrito de Quisqui [1][2][3]